# Leichtathletik-Weltmeisterschaften 2007/100 m Hürden der Frauen

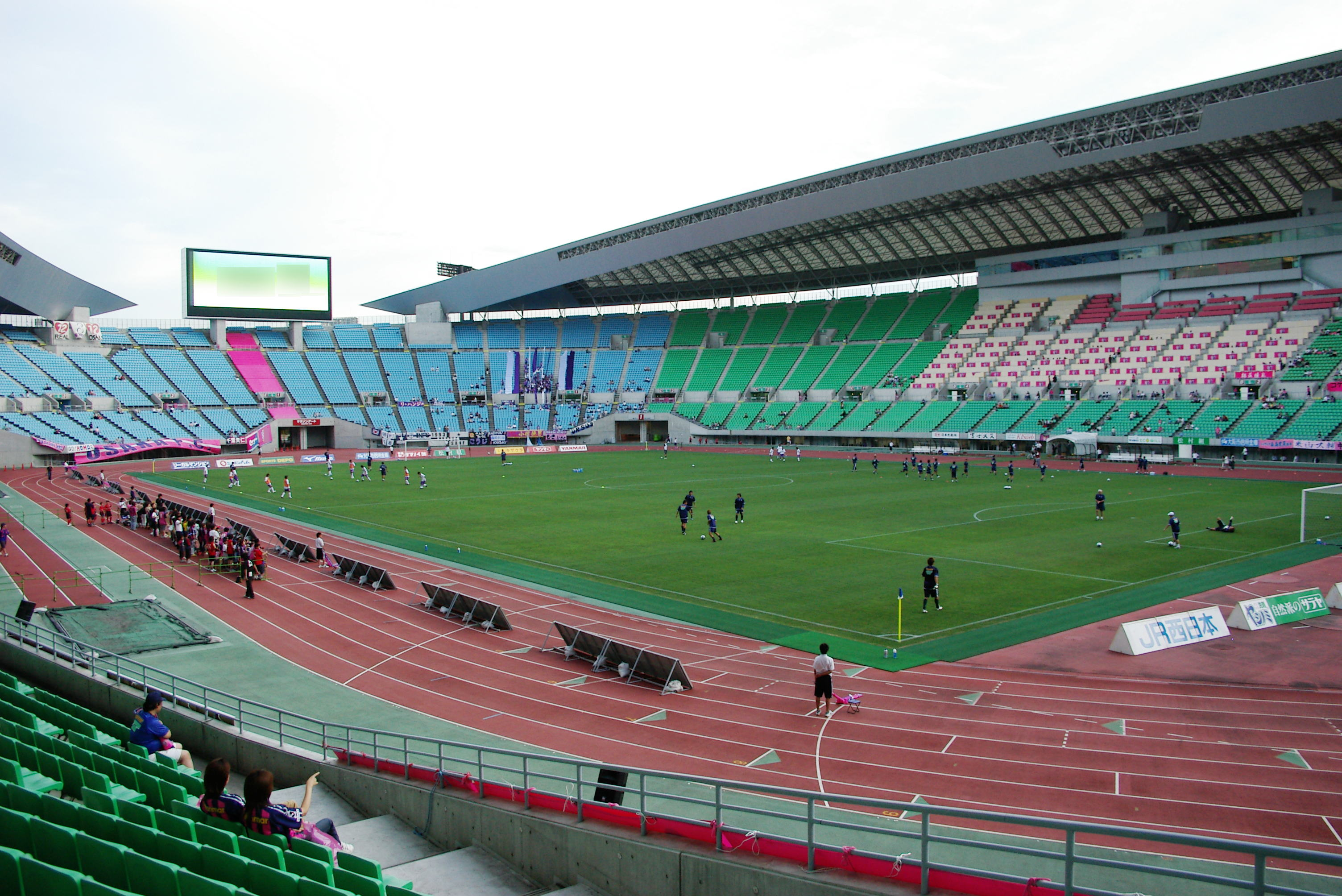
Das Nagai-Stadion in Osaka im Jahr 2004

Der 100-Meter-Hürdenlauf der Frauen bei den Leichtathletik-Weltmeisterschaften 2007 wurde vom 27. bis 29. August 2007 im Nagai-Stadion der japanischen Stadt Osaka ausgetragen.
Weltmeisterin wurde die US-amerikanische Titelverteidigerin Michelle Perry. Sie gewann vor der kanadischen Weltmeisterin von 2003 Perdita Felicien. Bronze ging an die jamaikanische WM-Zweite von 2005 Delloreen Ennis-London.
In den Rennen ging es oft äußerst eng zu. Mehrmals waren wenige Hundertstelsekunden ausschlaggebend für das Erreichen der jeweils nächsten Runde. Ganz besonders eng endete das Finale im Kampf um die Medaillen und Platzierungen.

## Bestehende Rekorde
| Weltrekord               | 12,21 s | Jordanka Donkowa   | Stara Sagora, Bulgarien | 20. August 1988   |
| Weltmeisterschaftsrekord | 12,34 s | Ginka Sagortschewa | WM 1987 in Rom, Italien | 4. September 1987 |

Der bereits seit 1987 bestehende WM-Rekord wurde bei diesen Weltmeisterschaften nicht eingestellt und nicht verbessert. Die Siegerin war im Finale um zwölf Hundertstelsekunden von diesem Rekord entfernt.
Im vierten Vorlauf wurden bei einem Rückenwind von 0,4 m/s zwei Landesrekorde aufgestellt:
- 12,97 s – Eline Berings, Belgien
- 13,04 s – Miriam Cupáková, Slowakei

## Vorrunde
Die Vorrunde wurde in vier Läufen durchgeführt. Die ersten drei Athletinnen pro Lauf – hellblau unterlegt – sowie die darüber hinaus vier zeitschnellsten Läuferinnen – hellgrün unterlegt – qualifizierten sich für das Halbfinale.

### Vorlauf 1

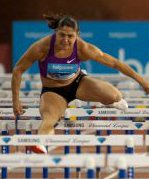
Priscilla Lopes verpasste die nächste Runde nur um zwei Hundertstelsekunden

27. August 2007, 10:10 Uhr
Wind: +0,2 m/s
| Platz | Name                    | Nation      | Zeit (s) |
| ----- | ----------------------- | ----------- | -------- |
| 1     | Michelle Perry          | USA         | 12,72    |
| 2     | Sally McLellan          | Australien  | 12,85    |
| 3     | Adrianna Lamalle        | Frankreich  | 12,88    |
| 4     | Derval O’Rourke         | Irland      | 12,91    |
| 5     | Priscilla Lopes         | Kanada      | 12,94    |
| 6     | Olutoyin Augustus       | Nigeria     | 13,10    |
| 7     | Edit Vári               | Ungarn      | 13,28    |
| 8     | Jeimy Bernárdez         | Honduras    | 14,35    |
| 9     | María Gabriela Carrillo | El Salvador | 15,78    |

### Vorlauf 2

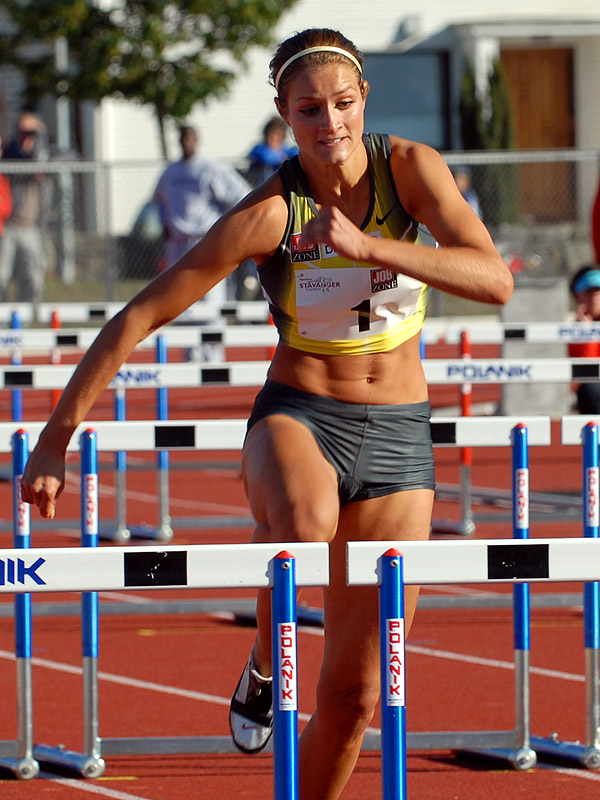
Als Siebte ihres Rennens schied Christina Vukicevic in der Vorrunde aus
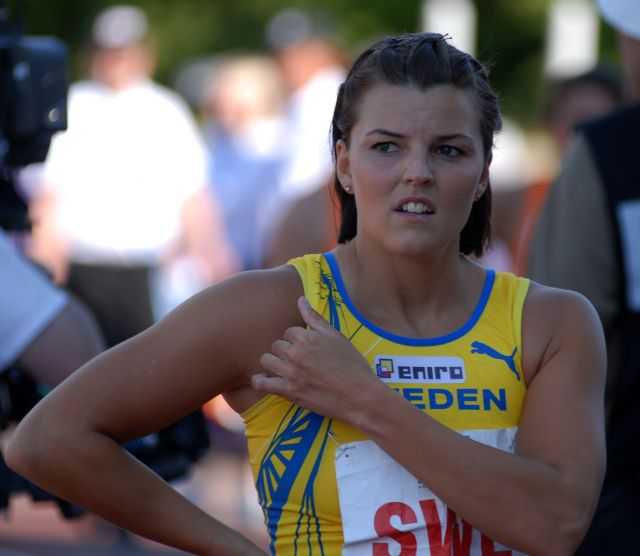
Im Gegensatz zu ihrer am Ende viertplatzierten Zwillingsschwester Susanna schaffte es Jenny Kallur nicht in die nächste Runde

27. August 2007, 10:18 Uhr
Wind: +0,2 m/s
| Platz | Name                  | Nation   | Zeit (s) |
| ----- | --------------------- | -------- | -------- |
| 1     | Nevin Yanıt           | Türkei   | 12,78    |
| 2     | Angela Whyte          | Kanada   | 12,81    |
| 3     | LoLo Jones            | USA      | 12,86    |
| 4     | Lacena Golding-Clarke | Jamaika  | 12,92    |
| 5     | Alexandra Antonowa    | Russland | 12,95    |
| 6     | Aurelia Trywiańska    | Polen    | 13,05    |
| 7     | Christina Vukicevic   | Norwegen | 13,07    |
| 8     | Jenny Kallur          | Schweden | 13,08    |

### Vorlauf 3

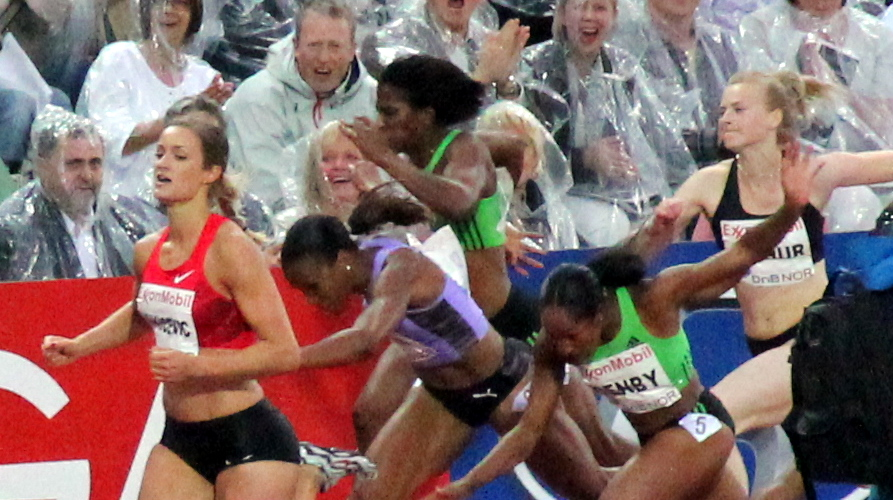
Für Jewhenija Snihur (hinten, schwarzes Trikot) reichte es mit ihrem fünften Platz im dritten Vorlauf nicht ins Halbfinale

27. August 2007, 10:26 Uhr
Wind: −0,8 m/s
| Platz | Name                  | Nation       | Zeit (s) |
| ----- | --------------------- | ------------ | -------- |
| 1     | Perdita Felicien      | Kanada       | 12,73    |
| 2     | Ginnie Powell         | USA          | 12,76    |
| 3     | Vonette Dixon         | Jamaika      | 12,77    |
| 4     | Flóra Redoúmi         | Griechenland | 12,88    |
| 5     | Jewhenija Snihur      | Ukraine      | 13,01    |
| 6     | Natalja Iwoninskaja   | Kasachstan   | 13,12    |
| 7     | Nadine Faustin-Parker | Haiti        | 13,16    |
| 8     | Esen Kizildag         | Türkei       | 13,48    |
| 9     | Sumita Rani           | Bangladesch  | 14,89    |

### Vorlauf 4

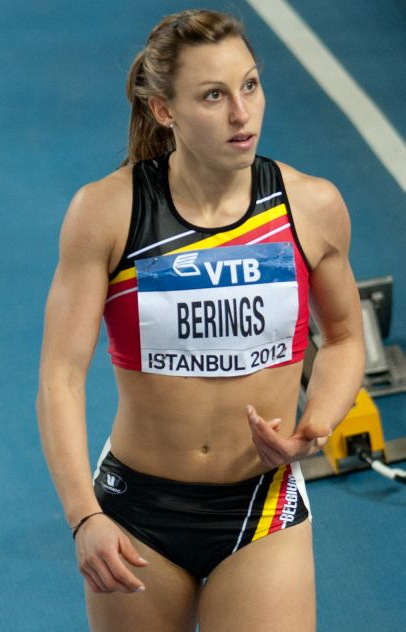
Trotz belgischen Landesrekords schaffte Eline Berings nicht den Sprung ins Halbfinale

27. August 2007, 10:34 Uhr
Wind: +0,4 m/s
| Platz | Name                   | Nation   | Zeit (s) |
| ----- | ---------------------- | -------- | -------- |
| 1     | Susanna Kallur         | Schweden | 12,66    |
| 2     | Delloreen Ennis-London | Jamaika  | 12,74    |
| 3     | Nichole Denby          | USA      | 12,91    |
| 4     | Anay Tejeda            | Kuba     | 12,91    |
| 5     | Eline Berings          | Belgien  | 12,97 NR |
| 6     | Tatjana Pawli          | Russland | 12,99    |
| 7     | Miriam Cupáková        | Slowakei | 13,04 NR |
| 8     | Mami Ishino            | Japan    | 13,29    |

## Halbfinale
Aus den beiden Halbfinalläufen qualifizierten sich die jeweils ersten vier Athletinnen – hellblau unterlegt – für das Finale.

### Halbfinallauf 1

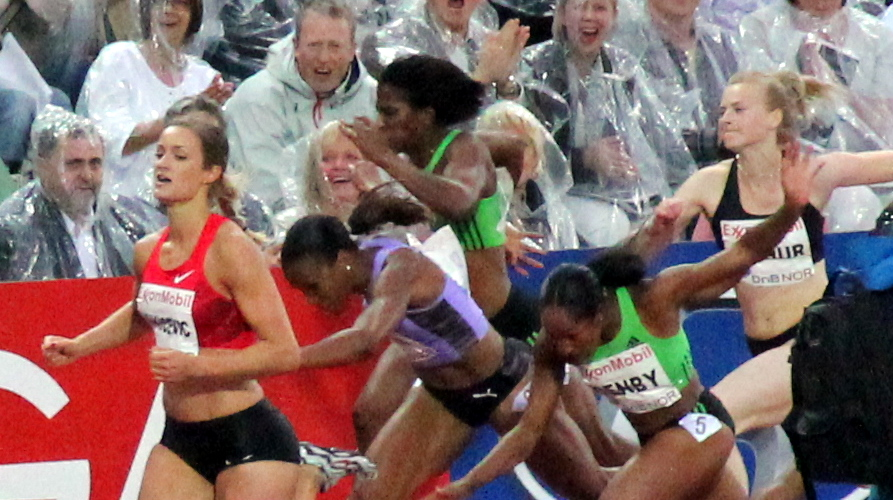
Um einen Rang verfehlte Nichole Denby (rechts, in Grün) das Finale
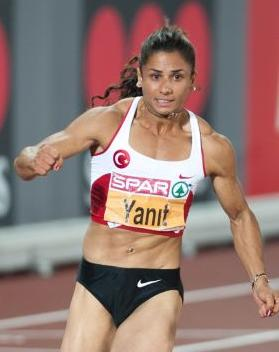
Nevin Yanıts siebter Platz im ersten Halbfinale war zu wenig, um im Finale dabei zu sein

28. August 2007, 19:35 Uhr
Wind: +0,5 m/s
| Platz | Name                   | Nation       | Zeit (s) |
| ----- | ---------------------- | ------------ | -------- |
| 1     | Susanna Kallur         | Schweden     | 12,64    |
| 2     | Angela Whyte           | Kanada       | 12,65    |
| 3     | Delloreen Ennis-London | Jamaika      | 12,67    |
| 4     | LoLo Jones             | USA          | 12,68    |
| 5     | Nichole Denby          | USA          | 12,80    |
| 6     | Lacena Golding-Clarke  | Jamaika      | 12,85    |
| 7     | Nevin Yanıt            | Türkei       | 12,85    |
| 8     | Flóra Redoúmi          | Griechenland | 12,88    |

### Halbfinallauf 2

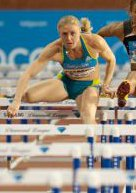
Sally McLellan, spätere Sally Pearson, schaffte es diesmal noch nicht ins Finale
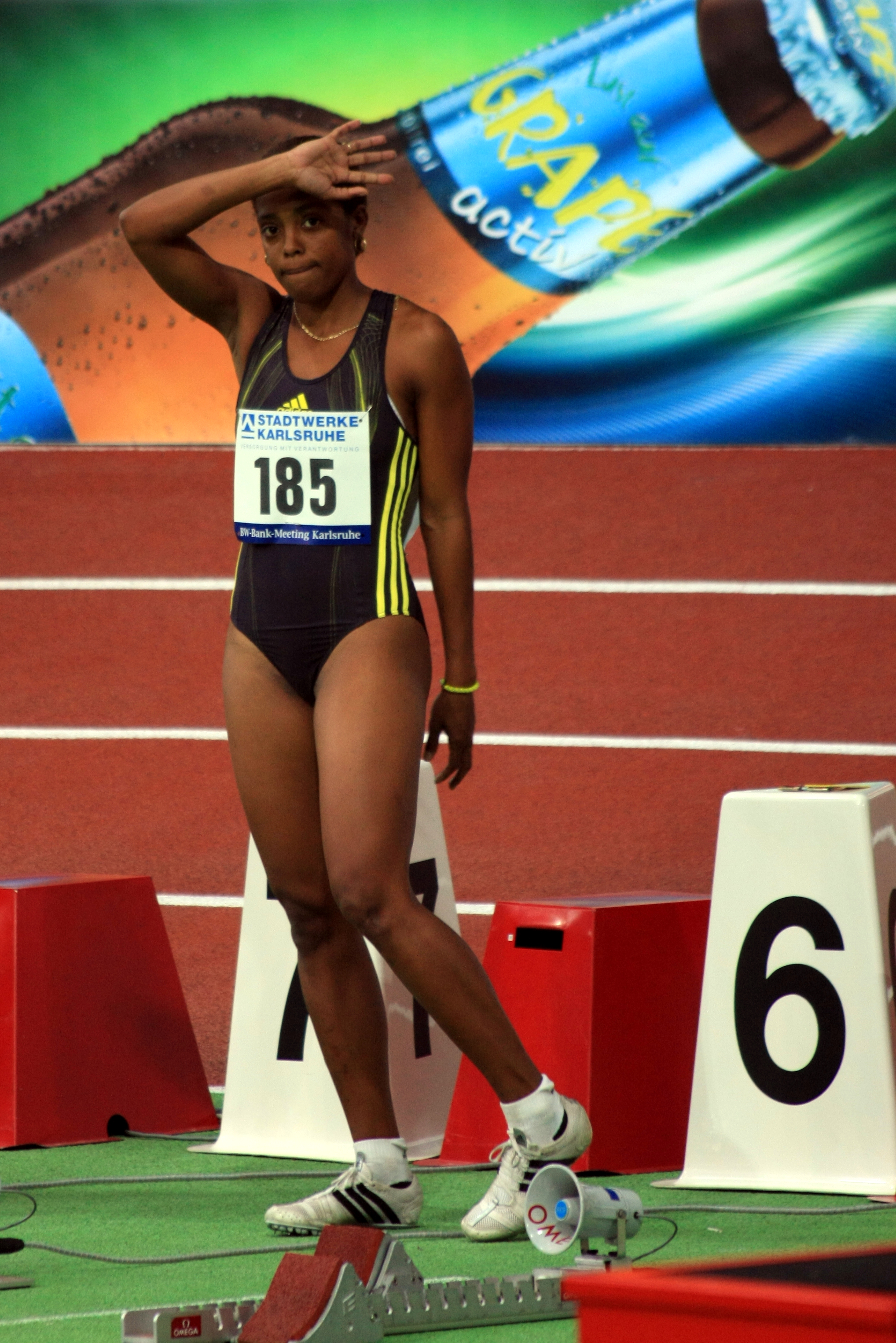
Anay Tejeda scheiterte als Fünfte ihres Rennens im Semifinale
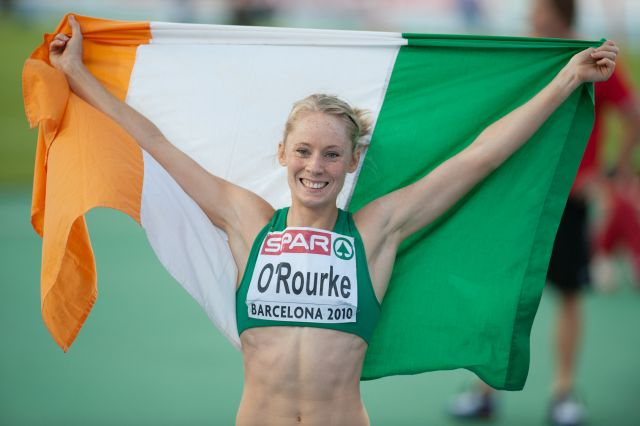
Als Achte ihres Halbfinales war der Wettkampf für Derval O’Rourke (hier als Europameisterin 2010) beendet

28. August 2007, 19:43 Uhr
Wind: −0,1 m/s
| Platz | Name             | Nation     | Zeit (s) |
| ----- | ---------------- | ---------- | -------- |
| 1     | Michelle Perry   | USA        | 12,55    |
| 2     | Perdita Felicien | Kanada     | 12,61    |
| 3     | Ginnie Powell    | USA        | 12,65    |
| 4     | Vonette Dixon    | Jamaika    | 12,67    |
| 5     | Sally McLellan   | Australien | 12,82    |
| 6     | Anay Tejeda      | Kuba       | 12,89    |
| 7     | Adrianna Lamalle | Frankreich | 12,93    |
| 8     | Derval O’Rourke  | Irland     | 12,98    |

## Finale
29. August 2007, 21:05 Uhr
Wind: −0,1 m/s

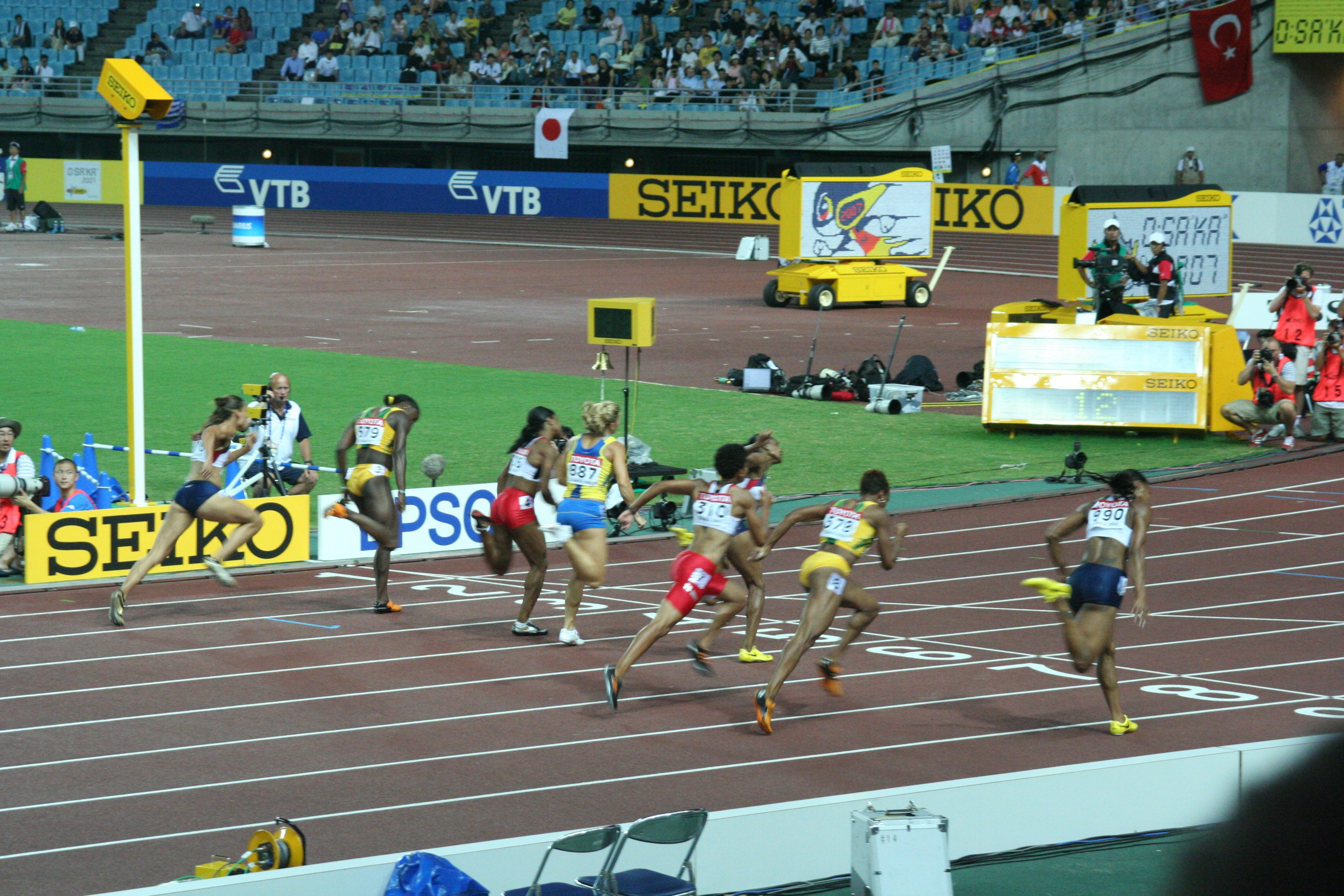
Die Hürdenläuferinnen im Finale kurz vor der Ziellinie

Noch nie lagen bei Weltmeisterschaften im Hürdensprint nur zwei Zehntelsekunden zwischen der ersten und der achten Läuferin. Es gewann die US-amerikanische Weltmeisterin von 2005 Michelle Perry vor der kanadischen Weltmeisterin von 2003 Perdita Felicien. Die Medaillengewinnerinnen trennten jeweils nur wenige Hundertstelsekunden voneinander. Der amtierenden Europameisterin Susanna Kallur aus Schweden reichte nicht einmal eine persönliche Bestzeit zum Gewinn der Bronzemedaille, auch ihr fehlte dazu eine Hundertstelsekunde.
| Platz | Name                   | Nation   | Zeit (s) |
| ----- | ---------------------- | -------- | -------- |
| 1     | Michelle Perry         | USA      | 12,46    |
| 2     | Perdita Felicien       | Kanada   | 12,49    |
| 3     | Delloreen Ennis-London | Jamaika  | 12,50    |
| 4     | Susanna Kallur         | Schweden | 12,51    |
| 5     | Ginnie Powell          | USA      | 12,55    |
| 6     | LoLo Jones             | USA      | 12,62    |
| 7     | Vonette Dixon          | Jamaika  | 12,64    |
| 8     | Angela Whyte           | Kanada   | 12,66    |

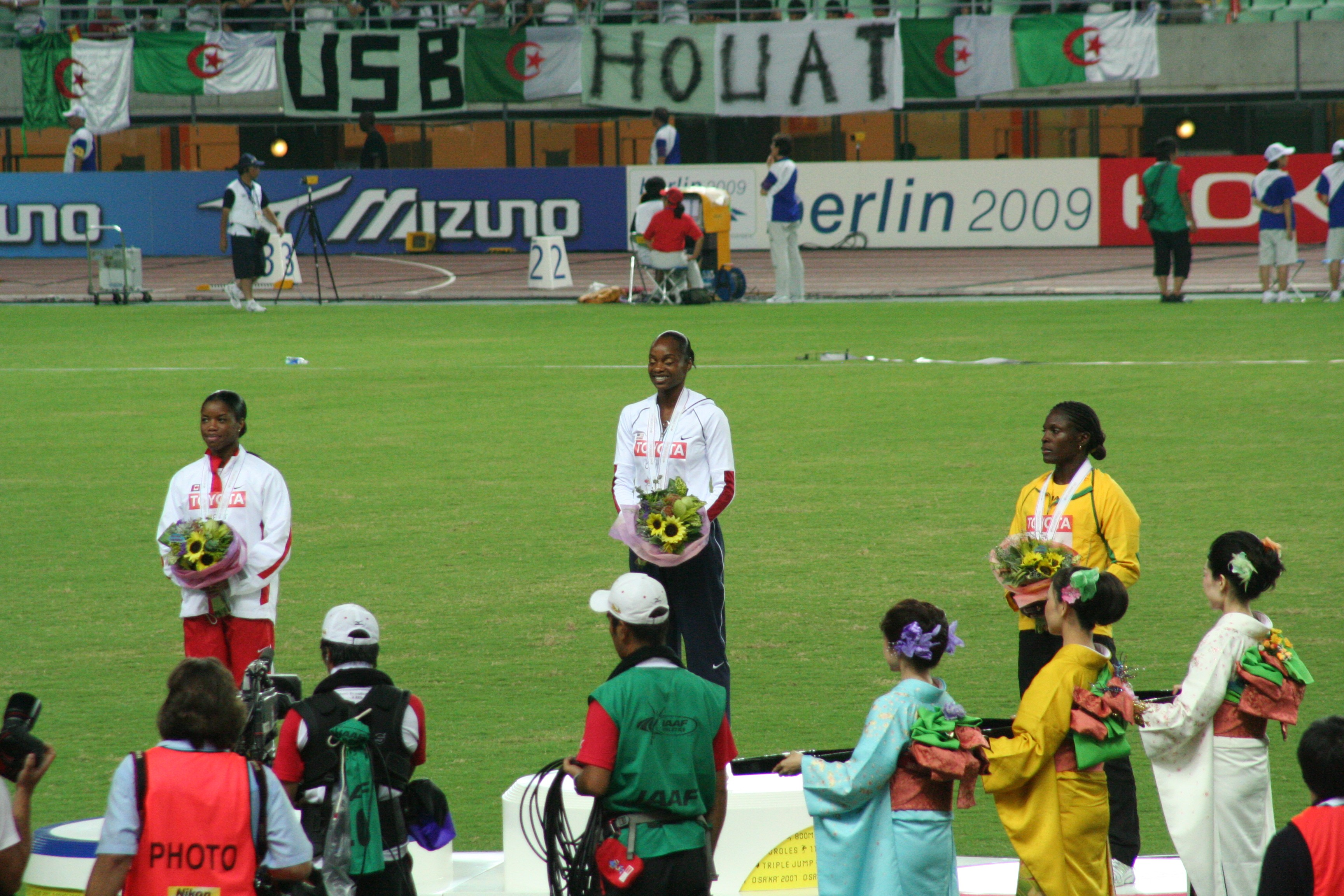
Die Medaillengewinnerinnen mit Blumen bei der Siegerehrung
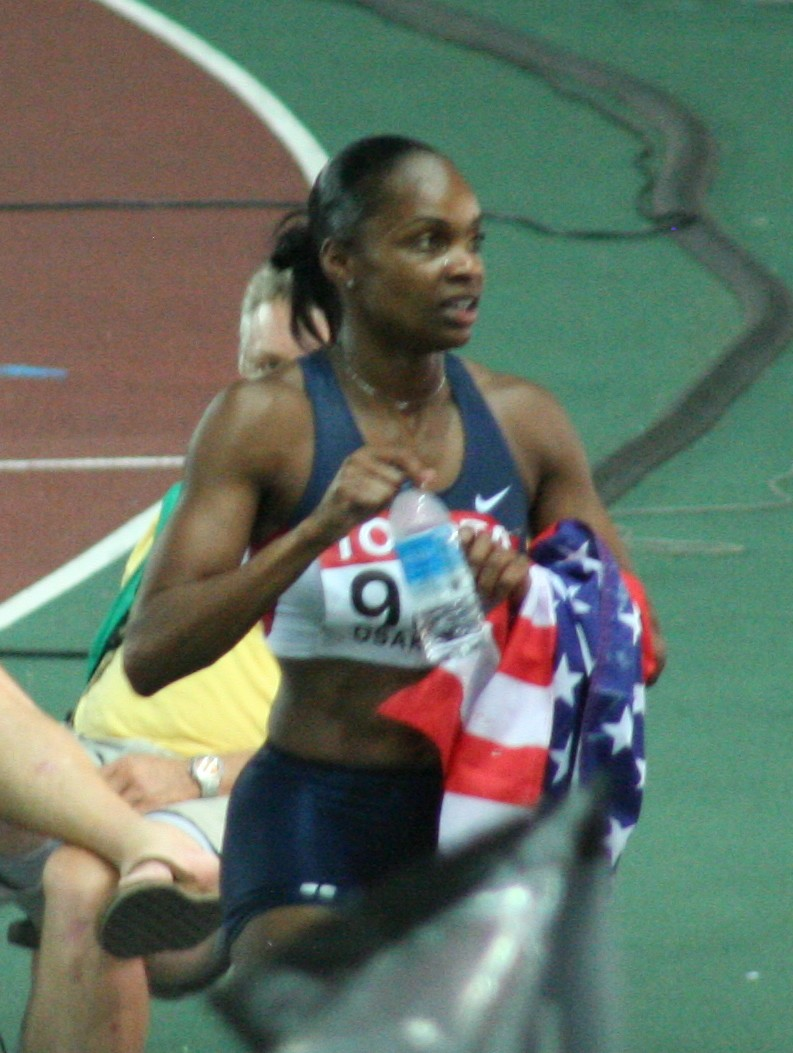
Michelle Perry verteidigte ihren Titel mit dem Vorsprung von einer Hundertstelsekunde
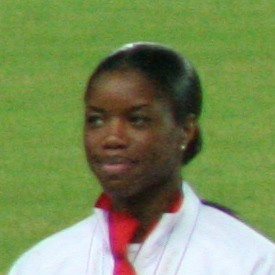
Die Weltmeisterin von 2003 Perdita Felicien gewann diesmal Silber
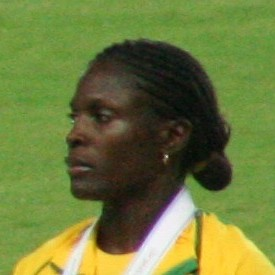
Bronzemedaillengewinnerin Delloreen Ennis-London
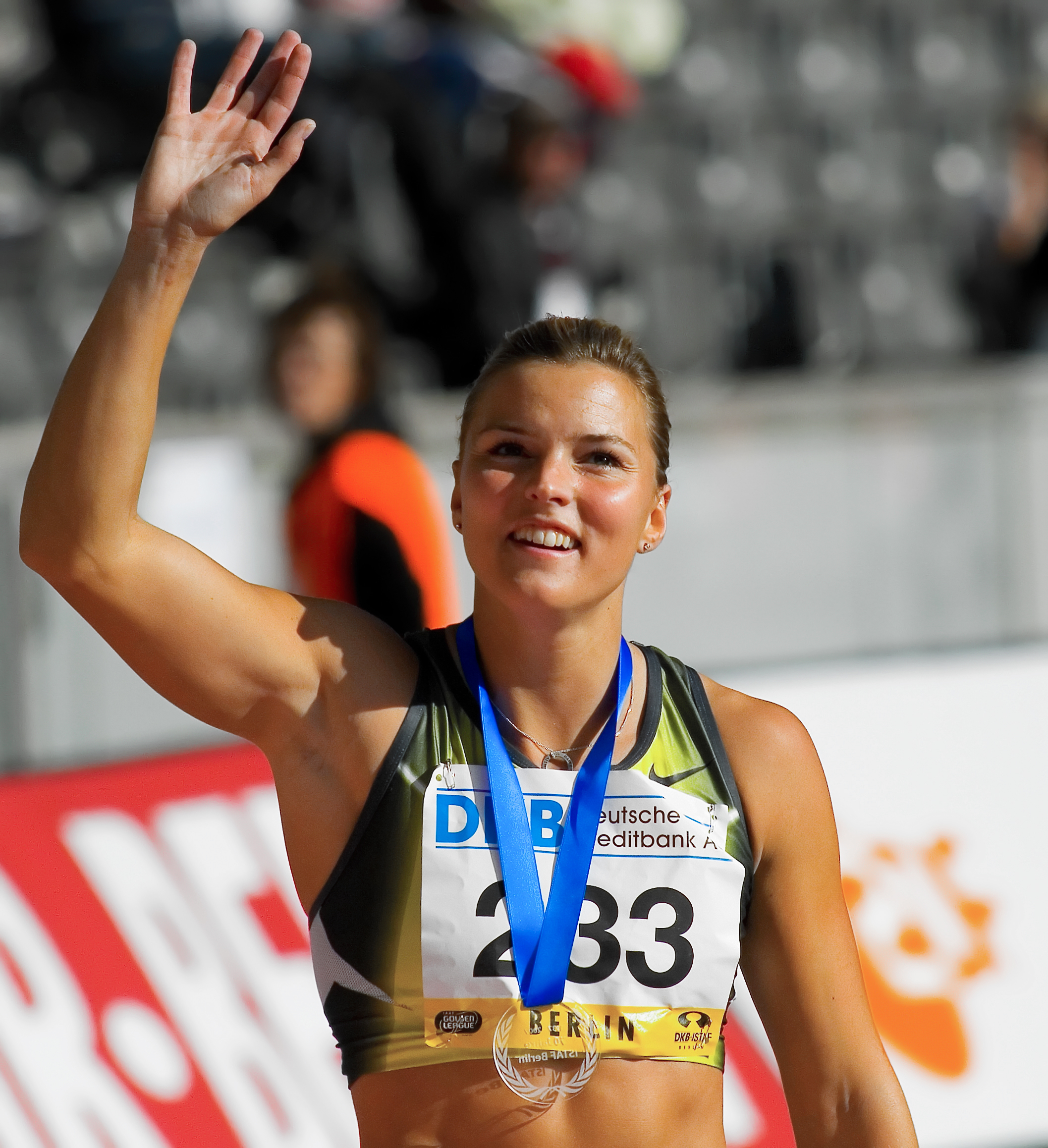
Der amtierenden Europameisterin Susanna Kallur fehlte auf ihrem vierten Rang nur eine Hundertstelsekunde auf Bronze
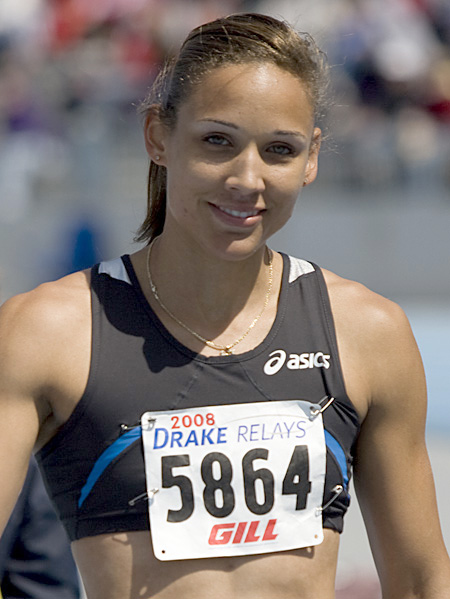
LoLo Jones kam auf den sechsten Platz
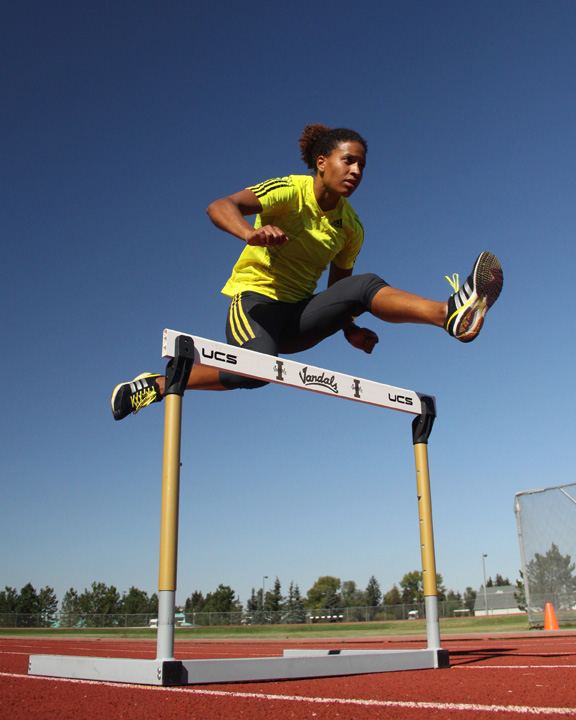
Rang acht für Angela Whyte

## Video
- 2007 World Championships Women's 100m Hurdles Final, youtube.com, abgerufen am 6. November 2020